# 리 마빈
리 마빈(영어: Lee Marvin, 1924년 2월 19일 ~ 1987년 8월 29일)은 미국의 배우이다.
특유의 독특한 목소리와 백발로 유명한 리 마빈은 초기에는 주로 악당, 군인, 하드보일드 캐릭터 조연 역할을 맡았다.
1950년 TV시리즈 'Treasury Men in Action'으로 첫 데뷔를 했다. 1965년에는 영화 ≪캣 벌루≫의 키드 셸린, 팀 스트론 역으로 아카데미상 남우주연상을 수상했다.

## 생애

### 유년 시절
리 마빈은 뉴욕에서 태어났다. 그는 광고회사 중역이었던 라몬트 월트맨 마빈(Lamont Waltman Marvin)과 훗날 뉴욕/뉴잉글랜드 애플 연구소장을 역임한 코트니 워싱턴(Courtenay Washington)의 아들이었다.

## 영화
- 빅 히트 (1953년 영화)위험한 질주 (1953년 영화)
- 케인호의 반란
- 배드 데이 블랙 록
- 공격 (영화)
- 리버티 벨런스를 쏜 사나이
- 캣 벌루
- 바보들의 배
- 4인의 프로페셔널
- 특공대작전
- 포인트 블랭크 (1967년 영화)
- 북극의 제왕
- 지옥의 영웅들
- 죽음의 추적자
- 개같은 세상 (영화)
- 델타 포스 (영화)

## 텔레비전
- 환상특급
- 보난자 (드라마)